# 초 (만화가)
초(본명 : 정솔, 1989년 4월 3일 ~ )는 대한민국의 만화가이다.

## 개요
《내 어린 고양이와 늙은 개》와 《용이산다》를 네이버 웹툰에 연재했으며, 본래 '용이산다'를 먼저 구상했으나 '내 어린 고양이와 늙은 개'를 먼저 발표했다고 한다. '내 어린 고양이와 늙은 개'는 애완동물의 입장에서 바라본 삶을 감성적으로 묘사하여 큰 호응을 얻었으며 '용이산다'는 가상의 종족인 용이 인간 사회에서 인간과 함께 살아가며 겪는 이야기를 다루었다.

## 생애
- 1989년 4월 3일 출생
- 2011년 4월 5일 <내 어린고양이와 늙은 개> 정식연재
- 2013년 1월 19일 <내 어린고양이와 늙은 개> 연재종료
- 2013년 7월 2일 <용이산다> 연재
- 2014년 4월 22일 <용이산다> 시즌 1 연재종료
- 2014년 5월 20일 고등학교 동창과 결혼
- 2014년 8월 15일 <용이산다> 시즌 2 연재
- 2015년 7월 3일 <용이산다> 시즌 2 연재종료
- 2017년 3월 10일 <용이 산다> 시즌 3 연재
- 2021년 5월 19일 <새를 데려오는 일>시집 연재

## 작품
- 2011년 <내 어린 고양이와 늙은 개>
- 2013년 <용이산다>